# Noriyuki Haga
Noriyuki Haga es un piloto de motociclismo nacido el 2 de marzo de 1975 en Atsuta-ku, Nagoya, Japón.
Con Colin Edwards como compañero de equipo, Haga ganó en 1996 las 8 horas de Suzuka del Campeonato Mundial de Motociclismo de Resistencia. Consiguió el título japonés de Superbikes en 1997 y ganó 43 carreras del Campeonato Mundial de Superbikes, resultando subcampeón en tres oportunidades y tercero en cuatro.
En 1998 empezó a correr enteramente en el mundial de Superbikes adoptando el número 41 como dorsal consiguiendo 5 victorias finalizando 6.º en el campeonato. También consiguió una tercera posición en el mundial de motociclismo en la categoría de 500cc en el GP de Japón como piloto invitado, siendo eclipsado por el también debutante Max Biaggi, que obtuvo la victoria.
En 1999 a bordo de una Yamaha finalizó 7.º en el mundial de Superbikes. Para la temporada 2000 estuvo en condiciones de ganar el campeonato pero dio positivo por efedrina y fue sancionado con no correr, posteriormente se demostró que la sustancia provenía de un suplemento para perder peso que tomó en el inicio de la temporada 2000.
Haga dio el salto al campeonato mundial de 500cc con una Yamaha en 2001 enrolado en el equipo WCM Red Bull. En una temporada irregular, la cual no acaba de convencer, fuerza su vuelta en 2002 a las SBK dentro del equipo Aprilia para pilotar la RSV Mille. No consigue victorias pero sí numerosos podios y finaliza en una 4.ª posición final en la clasificación. Esto motiva que Aprilia automáticamente lo seleccione junto con Colin Edwards para formar su super-equipo para la temporada 2003 de MotoGP donde pasó a pilotar una Aprilia RS3 finalizando en una decepcionante 14.ª posición final.
En 2004, y tras pasarse medía pretemporada sin un rumbo fijo (se habló incluso de ir al AMA) es fichado en último momento por el equipo privado Renegade Ducati y se convierte en un serio aspirante al campeonato mundial de Superbikes, ya que obtiene varias victorias y podios, lo que motiva finalizar 3.º en la clasificación general, solo superado por sus jefes de filas del Ducati Xerox; el británico James Toseland (1.º) y el francés Regis Laconi (2.º).
En 2005 Yamaha vuelve a las SBK con el equipo Yamaha Motor Italia y Noriyuki Haga es fichado como piloto n.º 1 del equipo junto con Andrew Pitt. Con un inicio algo irregular, debido a la juventud de la moto, Noriyuki Haga consigue finalizar 3.º a final de año con varias victorias y podios en su haber. Especialmente sobresaliente la ronda de Brands Hatch, donde finalizó 1.º y 2.º en cada una de las dos carreras tras un encarnizado y apasionante duelo con el que sería el campeón de ese año, Troy Corser.
En 2006 repitió la 3.ª posición final de campeonato y para 2007 se incorporó Troy Corser como compañero suyo en el equipo Yamaha, dándole el título de constructores a Yamaha esa temporada y Haga consiguió terminar en 2.ª posición del campeonato de pilotos de Superbikes a tan solo 2 puntos del campeón. James Toseland.
Para la Temporada 2008 del mundial Superbikes Haga continuó en el equipo Yamaha Motor Italia acompañado nuevamente de Troy Corser; si el inicio de la temporada anterior fue muy bueno, el de la Temporada 2008 fue todo lo contrario. Caídas y roturas mermaron mucho las aspiraciones de Noriyuki Haga de cara al título mundial, y acabó pagando cara esa irregularidad finalizando 3.º y perdiendo el mundial y el subcampeonato a manos de los australianos Troy Bayliss y Troy Corser.

## Resumen de su carrera deportiva
- Superbike
  - 1996: 22.º en el Campeonato Mundial de Superbikes con el equipo Yamaha (2 carreras como piloto invitado, 1 podio)
  - 1997: 13.º en el Campeonato Mundial de Superbikes con el equipo Yamaha (4 carreras como piloto sustituto, 1 victoria, 3 podios, 72 puntos)
  - 1998: 6.º en el Campeonato Mundial de Superbikes con el equipo Yamaha WSBK Team (5 victorias, 7 podios, 258 puntos)
  - 1999: 7.º en el Campeonato Mundial de Superbikes con el equipo Yamaha WSBK Team (1 victoria, 2 podios, 196 puntos)
  - 2000: Subcampeón del Mundo en el Campeonato Mundial de Superbikes con el equipo Yamaha WSBK Team (4 victorias, 11 podios, 335 puntos)
  - 2002: 4.º en el Campeonato Mundial de Superbikes con el equipo PlayStation 2-FGF Aprilia (7 podios, 278 puntos)
  - 2004: 3.º en el Campeonato Mundial de Superbikes con el equipo Renegade Ducati Koji (6 victorias, 9 podios, 299 puntos)
  - 2005: 3.º en el Campeonato Mundial de Superbikes con el equipo Yamaha Motor Italia WSB (2 victorias, 10 podios, 271 puntos)
  - 2006: 3.º en el Campeonato Mundial de Superbikes con el equipo Yamaha Motor Italia WSB (1 victoria, 11 podios, 326 puntos)
  - 2007: Subcampeón del Mundo en el Campeonato Mundial de Superbikes con el equipo Yamaha Motor Italia WSB (6 victorias, 15 podios, 413 puntos)
  - 2008: 3.º en el Campeonato Mundial de Superbikes con el equipo Yamaha Motor Italia WSB (7 victorias, 11 podios, 327 puntos)
  - 2009: Subcampeón del Mundo en el Campeonato Mundial de Superbikes con el equipo Ducati Xerox (8 victorias, 19 podios, 456 puntos)
- 500cc/MotoGP
  - 1998: 20.º en 500cc en el Campeonato Mundial de Motociclismo con el equipo Yamaha Racing Team (1 carrera como piloto invitado, 1 podio, 16 points)
  - 2001: 14.º in 500cc Campeonato Mundial de Motociclismo con el equipo Red Bull Yamaha WCM (15 carreras, 59 puntos)
  - 2003: 14.º en el Campeonato del Mundo de MotoGP con el equipo Alice Aprilia Racing (16 carreras, 47 puntos)
- Otros resultados
  - 1996: Campeón de las 8 horas de Suzuka con el equipo Yamaha (con Colin Edwards)
  - 1997: Campeón del Japanese Superbike Championship con Yamaha